# Changing All the Time
Changing All the Time – drugi studyjny album brytyjskiego zespołu pop rockowego Smokie, który ukazał się w Wielkiej Brytanii pod koniec września 1975 nakładem wytwórni RAK Records.
Na okładce płyty widniała jeszcze nazwa Smokey, jednakże aby uniknąć konfliktu z amerykańską legendą muzyki soul Smokeyem Robinsonem, zespół zmienił pisownie nazwy zespołu na Smokie i wszystkie wydania po 22 listopada miały ukazywać pod nową nazwą.
Z płyty tej pochodzą dwa promowane single: pierwszy wielki przebój zespołu, który dotarł do 3. miejsca brytyjskiej listy przebojów „If You Think You Know How to Love Me” (RAK 206), oraz „Don’t Play Your Rock ’n’ Roll to Me” (RAK 217), który dotarł do miejsca 8. tej samej listy.
Najwyższym miejscem albumu na liście UK Album Charts w Wielkiej Brytanii była pozycja 18, a nakład w jakim się sprzedał dał mu status srebrnej płyty.

## Lista utworów
| #  | Tytuł                                  | Autorzy                    | Czas |
| -- | -------------------------------------- | -------------------------- | ---- |
| A1 | "Don’t Play Your Rock ’n’ Roll to Me"  | Nicky Chinn, Mike Chapman  | 3:18 |
| A2 | "If You Think You Know How to Love Me" | Chinn, Chapman             | 3:27 |
| A3 | "It’s Natural"                         | Chris Norman, Pete Spencer | 2:39 |
| A4 | "Give It to Me"                        | Alan Silson                | 4:06 |
| A5 | "We’re Flyin’ High"                    | Chinn, Chapman             | 3:54 |
| B1 | "Changing All the Time"                | Chinn, Chapman             | 3:23 |
| B2 | "Julia"                                | Norman, Spencer            | 3:03 |
| B3 | "Take Me In"                           | Silson                     | 3:55 |
| B4 | "Umbrella Day"                         | Norman, Spencer            | 3:45 |
| B5 | "Back to Bradford"                     | Norman, Spencer            | 2:44 |

## Twórcy
- Chris Norman – śpiew, chórki, gitara akustyczna, gitara elektryczna, fortepian
- Terry Uttley – gitara basowa, chórki
- Pete Spencer – perkusja, instrument perkusyjne, flet
- Alan Silson – gitara prowadząca, gitara akustyczna, chórki, śpiew w „Give It to Me”